# Lioglyphostoma oenoa
Lioglyphostoma oenoa é uma espécie de gastrópode do gênero Lioglyphostoma, pertencente a família Pseudomelatomidae.